# Kubitzkiho systém
Kubitzkého systém byl publikován zde
Kubitzki, K. et al. The families and genera of vascular plants. [s.l.]: [s.n.], 1990 ongoing. Dostupné online.
Systém je důležitý, protože to je komplexní vícesvazková práce zabývající se cévnatými rostlinami s  podrobnými popisy všech čeledí a rodů, autoři jsou většinou specialisti na určité skupiny. Kubitzkého systém slouží jako odkaz na klasifikaci čeledí kapraďorostů, nahosemenných i krytosemenných rostlin pro významný slovník:
Mabberley, D.J. The plant-book. A portable dictionary of the vascular plants. 2nd edition. vyd. [s.l.]: [s.n.], 1997. Dostupné online.
Systém klasifikace počátečních dílů krytosemenných se co se týče řazení a uspořádání čeledí podobá Cronquistovu systému, ale pozdější díly byly už ovlivněny nedávnými molekulárně biologickými výzkumy. Poslední díl Malvales přijímá klasifikaci obdobnou jako v systému APG.
Kubitzki, K. and M. W. Chase. Introduction to Malvales in Malvales, Capparales and non-betalain Caryophyllales. K. Kubitzki (ed.). The families and genera of vascular plants. 2003, roč. vol. 5, s. 12–16.

## Systém
- 1 oddělení Pteridophyta
- 2 oddělení Pinophyta nebo Gymnospermae
1 pododdělení Coniferophytina
2 pododdělení Cycadophytina
- 3 oddělení Magnoliophyta nebo Angiospermae
pododdělení Magnoliophytina
1 třída Monocotyledoneae nebo Magnoliopsida (ve spolupráci s Rolfem Dalghrenem)
1 nadřád Acoranae
Acoraceae
Not ranked
Nartheciaceae
2 nadřád Alismatanae
1 řád Arales
Araceae
Lemnaceae
2 řád Alismatales
Butomaceae
Alismataceae
Limnocharitaceae
Hydrocharitaceae
Najadaceae
Aponogetonaceae
Scheuchzeriaceae
Juncaginaceae
Potamogetonaceae
Ruppiaceae
Posidoniaceae
Zosteraceae
Zannichelliaceae
Cymodoceaceae
3 nadřád Lilianae
1 řád Liliales
Campynemataceae
Luzuriagaceae
Alstroemeriaceae
Colchicaceae
Melanthiaceae
Trilliaceae
Liliaceae
Calochortaceae
Petermanniaceae
Smilacaceae
Philesiaceae
2 řád Asparagales
Orchidaceae
Iridaceae
Doryanthaceae
Lanariaceae
Ixioliriaceae
Hypoxidaceae
Johnsoniaceae
Hemerocallidaceae
Tecophilaeaceae
Blandfordiaceae
Asteliaceae
Boryaceae
Asphodelaceae
Xanthorrhoeaceae
Aphyllanthaceae
Anemarrhenaceae
Amaryllidaceae
Agapanthaceae
Alliaceae
Themidaceae
Asparagaceae
Hyacinthaceae
Lomandraceae
Herreriaceae
Hostaceae
Anthericaceae
Agavaceae
Eriospermaceae
Ruscaceae
Behniaceae
Dracaenaceae
Convallariaceae
Nolinaceae
3 řád Triuridales
Triuridaceae
4 řád Dioscoreales
Dioscoreaceae
Trichopodaceae
Taccaceae
Burmanniaceae
Corsiaceae
5 řád Pandanales
Pandanaceae
Cyclanthaceae
Velloziaceae
Acanthochlamydaceae
Stemonaceae
Pentastemonaceae
4 nadřád Commelinanae
1 řád Principes
Palmae
2 řád Dasypogonales
Dasypogonaceae
3 řád Bromeliales
Bromeliaceae
 ?Rapateaceae
4 řád Commelinales
Commelinaceae
Pontederiaceae
Philydraceae
Haemodoraceae
5 řád Xyridales
Mayacaceae
Xyridaceae
Eriocaulaceae
 ?Rapateaceae
6 řád Zingiberales
Musaceae
Strelitziaceae
Lowiaceae
Heliconiaceae
Costaceae
Zingiberaceae
Cannaceae
Marantaceae
 ?Hanguanaceae (patrně příbuzný s Zingiberales nebo Commelinales)
7 řád Typhales
Typhaceae
8 řád Juncales
Juncaceae
Thurniaceae
Cyperaceae
9 řád Poales
Flagellariaceae
Restionaceae
Ecdeiocoleaceae
Anarthriaceae
Centrolepidaceae
Joinvilleaceae
Poaceae
incertae sedis
Hydatellaceae

- 2 třída Dicotyledoneae or Magnoliopsida [nekompletní]
1 podtřída Magnoliidae
1 nadřád Magnolianae (nižší dvouděložné)
1 řád Magnoliales
Himantandraceae
Eupomatiaceae
Austrobaileyaceae
Degeneriaceae
Magnoliaceae
Annonaceae
Myristicaceae
 ?Canellaceae
 ?Lactoridaceae
Amborellaceae
Trimeniaceae
Chloranthaceae
Monimiaceae
Gomortegaceae
Lauraceae
Hernandiaceae
Calycanthaceae
2 řád Illiciales
Winteraceae
 ?Canellaceae
Illiciaceae
Schisandraceae
3 řád Aristolochiales
Aristolochiaceae
Hydnoraceae
 ?Rafflesiaceae
4 řád Piperales
Saururaceae
Piperaceae
2 nadřád Ranunculanae (vyšší dvouděložné)
1 řád Nelumbonales
Nelumbonaceae
2 řád Ranunculales
Lardizabalaceae
Berberidaceae
Menispermaceae
Ranunculaceae
 ?Circaeasteraceae
Pteridophyllaceae
Papaveraceae
Fumariaceae
3 nadřád Nymphaeanae
řád Nymphaeales
Cabombaceae
Nymphaeaceae
 ?Ceratophyllaceae
4 nadřád Caryophyllanae
řád Caryophyllales (syn.:Centrospermae Eichler)
Čeledi s hvězdičkou: *, zahrnuty v  Caryophyllales s.l.  v díle V.
Čeledi s označením +,  jenom v díle V, ale ne v díle II.
Caryophyllaceae
Molluginaceae
Aizoaceae
Amaranthaceae
Chenopodiaceae
Halophytaceae
Stegnospermaceae
Achatocarpaceae
Phytolaccaceae
Nyctaginaceae
Cactaceae
Portulacaceae
Didiereaceae
Basellaceae
Hectorellaceae
Barbeuiaceae +
Sarcobataceae +
Petiveriaceae +
Agdestidaceae +
Nepenthaceae *
Droseraceae *
Drosophyllaceae *
Simmondsiaceae *
Rhabdodendraceae *
Asteropeiaceae *
Physenaceae *
Ancistrocladaceae *
Dioncophyllaceae *
Frankeniaceae *
Tamaricaceae *
5 nadřád Hamamelidanae
1 řád Trochodendrales
Trochodendraceae
Eupteleaceae
Cercidiphyllaceae
 ?Myrothamnaceae
2 řád Hamamelidales
Platanaceae
Hamamelidaceae
3 řád Fagales
Fagaceae
Betulaceae
Ticodendraceae
4 řád Juglandales
Rhoipteleaceae
Juglandaceae
Myricaceae
5 řád ?Casuarinales
Casuarinaceae
6 nadřád Polygonanae
řád Polygonales
Polygonaceae
7 nadřád Plumbaginanae
řád Plumbaginales
Plumbaginaceae
8 nadřád Malvanae
řád Malvales
Neuradaceae
Tepuianthaceae
Thymelaeaceae
Dipterocarpaceae
Diegodendraceae
Sphaerosepalaceae
Cistaceae
Sarcolaenaceae
Bixaceae
Cochlospermaceae
Muntingiaceae
Malvaceae

Od dílu V už není udávána vyšší taxonimický rank než řád.
- řád Capparales
Bataceae
Salvadoraceae
Tropaeolaceae
Limnanthaceae
Caricaceae
Moringaceae
Setchellanthaceae
Akaniaceae
Gyrostemonaceae
Resedaceae
Pentadiplandraceae
Tovariaceae
Koeberliniaceae
Cruciferae or Brassicaceae
Capparaceae
Emblingiaceae
Nezařazeny ale příbuzné Capparales
Tapisciaceae
řád Celastrales
Parnassiaceae
Lepidobotryaceae
Celastraceae
řád Oxalidales
Oxalidaceae
Connaraceae
Cephalotaceae
Brunelliaceae
Cunoniaceae
Elaeocarpaceae
řád Rosales (# revidovaná pozice, v díle 2 v rámci Urticales)
Rosaceae
Dirachmaceae
Rhamnaceae
Barbeyaceae #
Elaeagnaceae
Ulmaceae #
Moraceae #
Cecropiaceae (#, včetně Cannabaceae)
Urticaceae #
řád Cornales
Hydrostachyaceae
Curtisiaceae
Grubbiaceae
Cornaceae
Hydrangeaceae
Loasaceae
řád Ericales
Theophrastaceae
Samolaceae
Maesaceae
Myrsinaceae
Primulaceae
Actinidiaceae
Balsaminaceae
Marcgraviaceae
Pellicieraceae
Tetrameristaceae
Ericaceae
Clethraceae
Cyrillaceae
Roridulaceae
Sarraceniaceae
Diapensiaceae
Lissocarpaceae
Polemoniaceae
Fouquieriaceae
Scytopetalaceae
Lecythidaceae
Napoleonaeaceae
Styracaceae
Ebenaceae
Sladeniaceae
Theaceae
Ternstroemiaceae
Sapotaceae
Symplocaceae
řád Asterales
Alseuosmiaceae
Argophyllaceae
Compositae nebo Asteraceae
podčeleď Barnadesioideae
podčeleď Mutisioideae
podčeleď Carduoideae
podčeleď Cichorioideae
podčeleď Asteroideae
Calyceraceae
Campanulaceae
Carpodetaceae
Goodeniaceae
Menyanthaceae
Pentaphragmataceae
Phellinaceae
Rousseaceae
Stylidiaceae